# (35613) 1998 HS147
1998 HS147 (asteroide 35613) é um asteroide da cintura principal. Possui uma excentricidade de 0.06420670 e uma inclinação de 10.66097º.
Este asteroide foi descoberto no dia 23 de abril de 1998 por LINEAR em Socorro.